# Nieve (novela)
Nieve es una novela escrita por el autor turco Orhan Pamuk. Fue publicada en 2002.

## Resumen del argumento
La novela es narrada en tercera persona desde el punto de vista del protagonista de manera omnisciente. Algunas veces el narrador hace su presencia notable, haciéndose pasar como un amigo del protagonista que reconstruye la historia a partir del diario y correspondencia del protagonista. Asimismo, el narrador provee información antes de que el protagonista la descubra.
La novela narra la historia de Ka, un poeta que regresa a Turquía después de 12 años de exilio político en Alemania. Un amigo suyo que trabaja en un periódico de Estambul le sugiere que viaje a la ciudad de Kars para investigar el suicidio de varias jóvenes debido a la prohibición del velo. Debido a esto Kars, que se encuentra cerca de las fronteras con Armenia y Georgia, es un lugar lleno de tensión política y un centro de controversia entre los musulmanes locales ya que el suicidio está prohibido en el Islam.